# Indianul (constelație)
Indianul (pe latinește Indus) este o mică constelație din sudul ecuatorului ceresc care se presupune că reprezintă un indian american cu o suliță în mână.

## Descriere și localizare

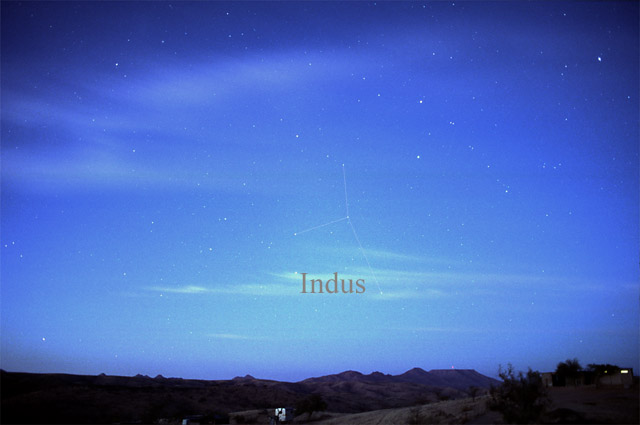
Constelația Indianul văzută cu ochiul liber. Pentru identificarea mai ușoară au fost trasate linii între stele.

Indianul este o constelație mai greu de observat (cu ochiul liber) întrucât numai două din stelele sale ating o magnitudine aparentă mai mică de 4. Se găsește între cele mai luminoase două stele din constelațiile Cocorul și Păunul: α Gru (Alnair) și α Pav (Păunul).
Constelația Indianul nu este vizibilă din Europa. Poate fi văzută în întregime numai din zone aflate sub 16° latitudine nordică.

## Obiecte Cerești
Coordonate:  21h 00m 00s, −55° 00′ 00″